# 2018년 장애인 아시안 게임
2018년 장애인 아시안 게임은 2018년 10월 6일부터 10월 13일까지 인도네시아 자카르타에서 열린 장애인 아시안 게임이다.

## 참가국
아시아 패럴림픽 위원회 소속 43개국이 참가하였다.
- 아프가니스탄
- 바레인
- 부탄
- 브루나이
- 캄보디아
- 중국
- 홍콩
- 인도
- 인도네시아 (개최국)
- 이란
- 이라크
- 일본
- 요르단
- 카자흐스탄
- 조선민주주의인민공화국
- 대한민국
- 쿠웨이트
- 키르기스스탄
- 라오스
- 레바논
- 마카오
- 말레이시아
- 몽골
- 미얀마
- 네팔
- 오만
- 파키스탄
- 팔레스타인
- 필리핀
- 카타르
- 사우디아라비아
- 싱가포르
- 스리랑카
- 시리아
- 중화 타이베이
- 타지키스탄
- 태국
- 동티모르
- 투르크메니스탄
- 아랍에미리트
- 우즈베키스탄
- 베트남
- 예멘

기타 참가국
- 코리아 : 대한민국과 조선민주주의인민공화국은 수영과 탁구 종목에서 남북 단일팀을 구성하여 참가했다.[1] 개막식에서는 대한민국과 조선민주주의인민공화국 선수단이 한반도기를 들고 동시에 입장하였다.[2]

## 종목
- 패럴림픽 종목(14): 양궁, 육상, 보치아, 사이클, 골볼, 유도, 역도, 사격, 수영, 탁구, 배구, 휠체어 농구, 휠체어 펜싱, 휠체어 테니스
- 비패럴림픽 종목(4): 배드민턴, 론볼, 볼링, 체스

## 메달 집계
| 순위 | 국가           | 금메달 | 은메달 | 동메달 | 합계 |
| ---- | -------------- | ------ | ------ | ------ | ---- |
| 1    | 중국           | 172    | 88     | 59     | 319  |
| 2    | 대한민국       | 53     | 45     | 46     | 144  |
| 3    | 이란           | 51     | 42     | 43     | 136  |
| 4    | 일본           | 45     | 70     | 83     | 198  |
| 5    | 인도네시아     | 37     | 47     | 51     | 135  |
| 6    | 우즈베키스탄   | 35     | 24     | 18     | 77   |
| 7    | 태국           | 23     | 33     | 50     | 106  |
| 8    | 말레이시아     | 17     | 26     | 25     | 68   |
| 9    | 인도           | 15     | 24     | 33     | 72   |
| 10   | 홍콩           | 11     | 16     | 21     | 48   |
| 11   | 필리핀         | 10     | 8      | 11     | 29   |
| 12   | 베트남         | 8      | 8      | 24     | 40   |
| 13   | 카자흐스탄     | 5      | 15     | 13     | 33   |
| 14   | 스리랑카       | 4      | 6      | 4      | 14   |
| 15   | 이라크         | 3      | 6      | 11     | 20   |
| 16   | 싱가포르       | 3      | 2      | 5      | 10   |
| 17   | 중화 타이베이  | 2      | 9      | 14     | 25   |
| 18   | 아랍에미리트   | 2      | 6      | 3      | 11   |
| 19   | 사우디아라비아 | 2      | 3      | 3      | 8    |
| 20   | 동티모르       | 2      | 0      | 1      | 3    |
| 20   | 파키스탄       | 2      | 0      | 1      | 3    |
| 22   | 쿠웨이트       | 1      | 3      | 4      | 8    |
| 23   | 오만           | 1      | 3      | 1      | 5    |
| 24   | 요르단         | 1      | 2      | 0      | 3    |
| 25   | 몽골           | 1      | 1      | 3      | 5    |
| 26   | 라오스         | 1      | 0      | 0      | 1    |
| 27   | 미얀마         | 0      | 4      | 2      | 6    |
| 28   | 브루나이       | 0      | 2      | 1      | 3    |
| 28   | 마카오         | 0      | 2      | 1      | 3    |
| 30   | 시리아         | 0      | 1      | 4      | 5    |
| 31   | 코리아         | 0      | 1      | 1      | 2    |
| 32   | 카타르         | 0      | 1      | 0      | 1    |
| 33   | 투르크메니스탄 | 0      | 0      | 1      | 1    |
| 합계 | 합계           | 507    | 498    | 537    | 1542 |

## 방송
- 대한민국 - KBS 1TV, KBS 2TV, KBS 24시 뉴스, MBC TV, SBS TV
- 중국 - CCTV
- 일본 - NHK, JNN, TBS

## 같이 보기
- 2018년 아시안 게임